# ドライ・クリーニング (映画)
『ドライ・クリーニング』（仏: Nettoyage à sec）は、1997年に製作されたフランス・スペインの映画。

## キャスト
- ニコル：ミュウ＝ミュウ
- ジャン=マリー：シャルル・ベルラン
- ロイック：スタニスラス・メラール